# بخش اناک
بخش اناک (به لاتین: Anak County) یک منطقهٔ مسکونی در کره شمالی است که در استان هوانگهائه جنوبی واقع شده‌است.
جغرافیا
بخش آناک در کشور کره شمالی و در استان هوانگهائه جنوبی قرار دارد1. آناک به طور کلی تخت است، اما به سمت غرب کوهستانی می‌شود. بلندترین نقطه آن کوه کوئول با ارتفاع 954 متر است1.
تاریخچه
آناک از دوران نئولیتیک زودرس محل سکونت انسان‌ها بوده است. این موضوع با کشف سفال‌هایی با الگوی شانه‌ای و ابزارهای سنگی از تپه‌های صدف در جانگول-ری، آنگوک-میون و پانوری در آناک-اوپ، تأیید شده است1. همچنین، دو مسکن از عصر برنز در بکسا-ری، دائون-میون کشف شده و باستان‌شناسان اثرات فراوانی از عصر برنز مانند دولمن‌ها، شمشیرهای سنگی، چاقوهای سنگی، شمشیرهای نیم ماه، تبرهای سنگی و سکه‌های سنگی را در این منطقه پیدا کرده‌اند1.
فرهنگ و تمدن
آناک برای مقبره‌های دوران کوگوریو بسیار معروف است، معروف‌ترین آنها مقبره شماره 3 آناک است. تمامی این مقبره‌ها به عنوان بخشی از میراث جهانی یونسکو ثبت شده‌اند1. بخش آناک همچنین میزبان معبد بودایی معروف وولجونگسا است که در سال 846 میلادی تأسیس شده است1.
اقتصاد
بخش آناک در استان هوانگهائه جنوبی واقع شده است که یکی از مناطق کشاورزی برتر کره شمالی است2. این منطقه به دلیل کمیت کوهستانی بودن، برای کشاورزی مناسب است و به همین دلیل اغلب زمین‌های آن برای کشاورزی استفاده می‌شود2.